# Gustave Nadaud
Gustave Nadaud   (Roubaix, 20 de febrer de 1820 - París, 28 d'abril de 1893) fou un poeta i compositor musical francès.
Educat al Col·legi Rollin, de París, s'ocupà del negoci comercial del seu pare, primer a Roubaix i després a París, fins que, per a fi, l'abandonà per consagrar-se per complet a les seves arts predilectes, la poesia i la música.
Els seus Cants (Chansons), (1849);
- Encore des chansons, 1873;
- Chansons inèdites, 1876;
- Nouvelles chansons, 1889, que ell mateix els i posà música en la seva majoria, fan vibrar les notes més delicades del sentiment; tenen un segell marcadament popular, que recorda a Béranger. A més va compondre tres operetes de saló: Porte et fenétre, Le docteur Vieuxtemps i La Volière, i la novel·la Une idylle (2a edició 1886).

Entre les chansons més celebrades d'aquest autor si citen;
- Invalide;
- Le vieux mendiant de Lazare;
- La jeune filleen deuil;
- La grnde blesée;
- Le ménage;
- La valse des adieux;
- Les deux merles;
- Carcassone;
- Le voyage aérien;
- La plue;
- Le telégraphe;
- Les deux notaires;
- Le docteur Grégoire;
- i sobretot, Pandora en Les deux gendarmes, que és la seva obra mestra.

El 1874 estrenà en el teatre Gymnase de París, una comèdia en dos actes, titulada Dubois d'Australie. Els Cants d'aquest autor es publicaren en tres volums: Contes, scènes et récits en vers (1886-92), i el seu Théâtre inèdit veié la llum pública el 1893.